# Microcalcarifera operosa
Microcalcarifera operosa là một loài bướm đêm trong họ Geometridae.